# 埃夫蘭 (北卡羅萊納州)
埃夫蘭（英語：Efland）是位於美國北卡羅萊納州奧蘭治縣的普查規定居民點。

## 人口
根據2020年美國人口普查的數據，埃夫蘭的面積為4.64平方千米，當中陸地面積為4.61平方千米，而水域面積為0.03平方千米。當地共有人口852人，而人口密度為每平方千米183.62人。